# Vale da Pedra
Vale da Pedra is een plaats (freguesia) in de Portugese gemeente Cartaxo en telt 1 753 inwoners (2001).